# Pincé
Pincé ist eine französische Gemeinde mit 191 Einwohnern (Stand: 1. Januar 2022) im Département Sarthe in der Region Pays de la Loire. Sie gehört zum Arrondissement La Flèche und zum Kanton Sablé-sur-Sarthe. Die Einwohner werden Pincéens und Pincéennes genannt.

## Geographie
Pincé liegt in der historischen Provinz Maine etwa 49 Kilometer südwestlich von Le Mans an der Sarthe. Umgeben wird Pincé von den Nachbargemeinden Sablé-sur-Sarthe im Norden und Nordosten, Courtillers im Osten und Nordosten, Précigné im Süden sowie Saint-Denis-d’Anjou im Westen.

## Bevölkerungsentwicklung
| Jahr                       | 1962 | 1968 | 1975 | 1982 | 1990 | 1999 | 2006 | 2018 |
| Einwohner                  | 151  | 117  | 107  | 171  | 192  | 187  | 196  | 192  |
| Quellen: Cassini und INSEE |      |      |      |      |      |      |      |      |

## Sehenswürdigkeiten
- Kirche Saint-Aubin aus dem 11. Jahrhundert, früher Teil eines Priorats, seit 2003 als Monument historique eingeschrieben
- Herrenhaus Pincé aus dem 18. Jahrhundert
- Pfarrhaus aus dem 17. oder 18. Jahrhundert
- Wassermühle an der Sarthe aus dem 19. Jahrhundert

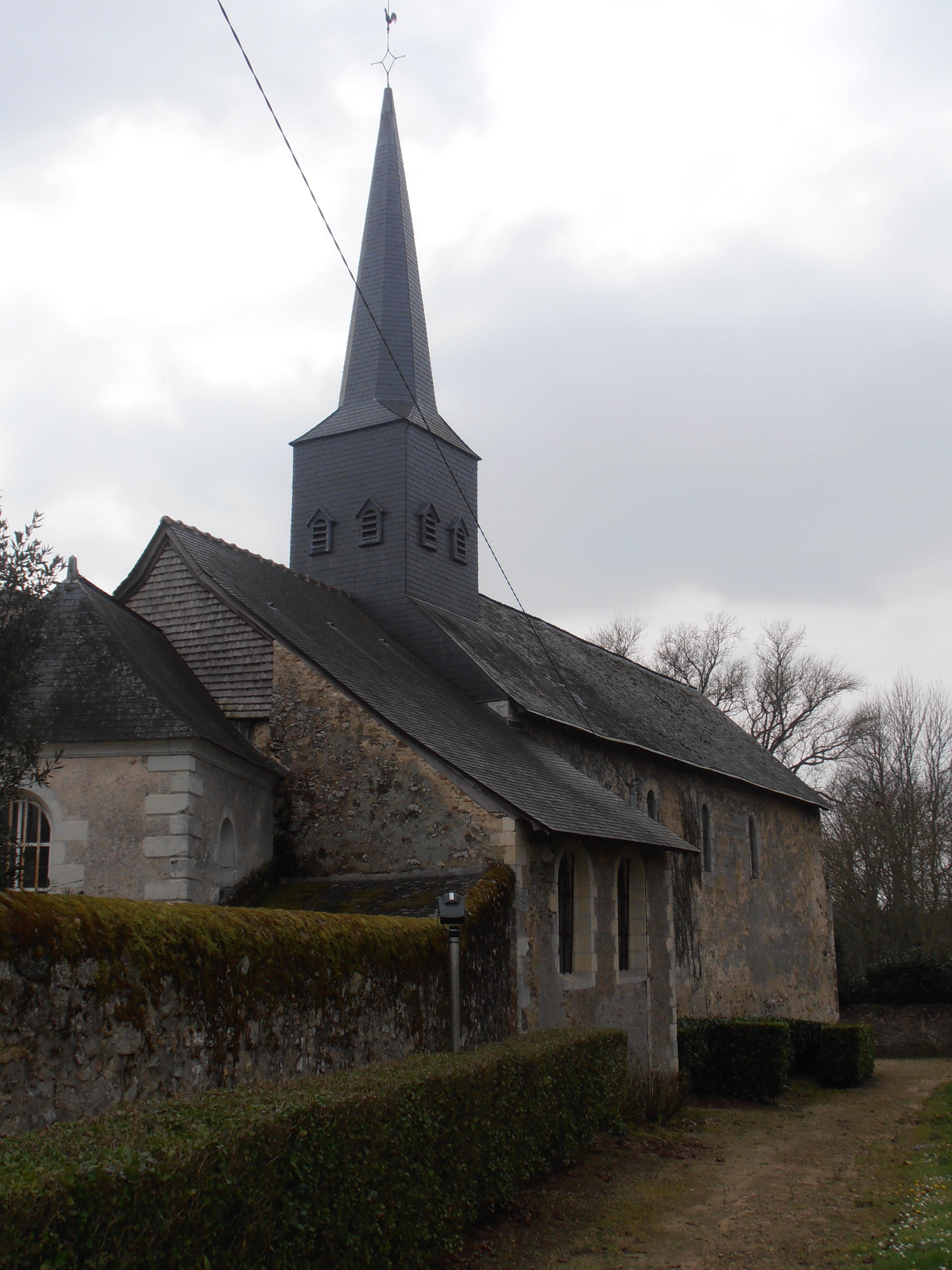
Kirche Saint-Aubin
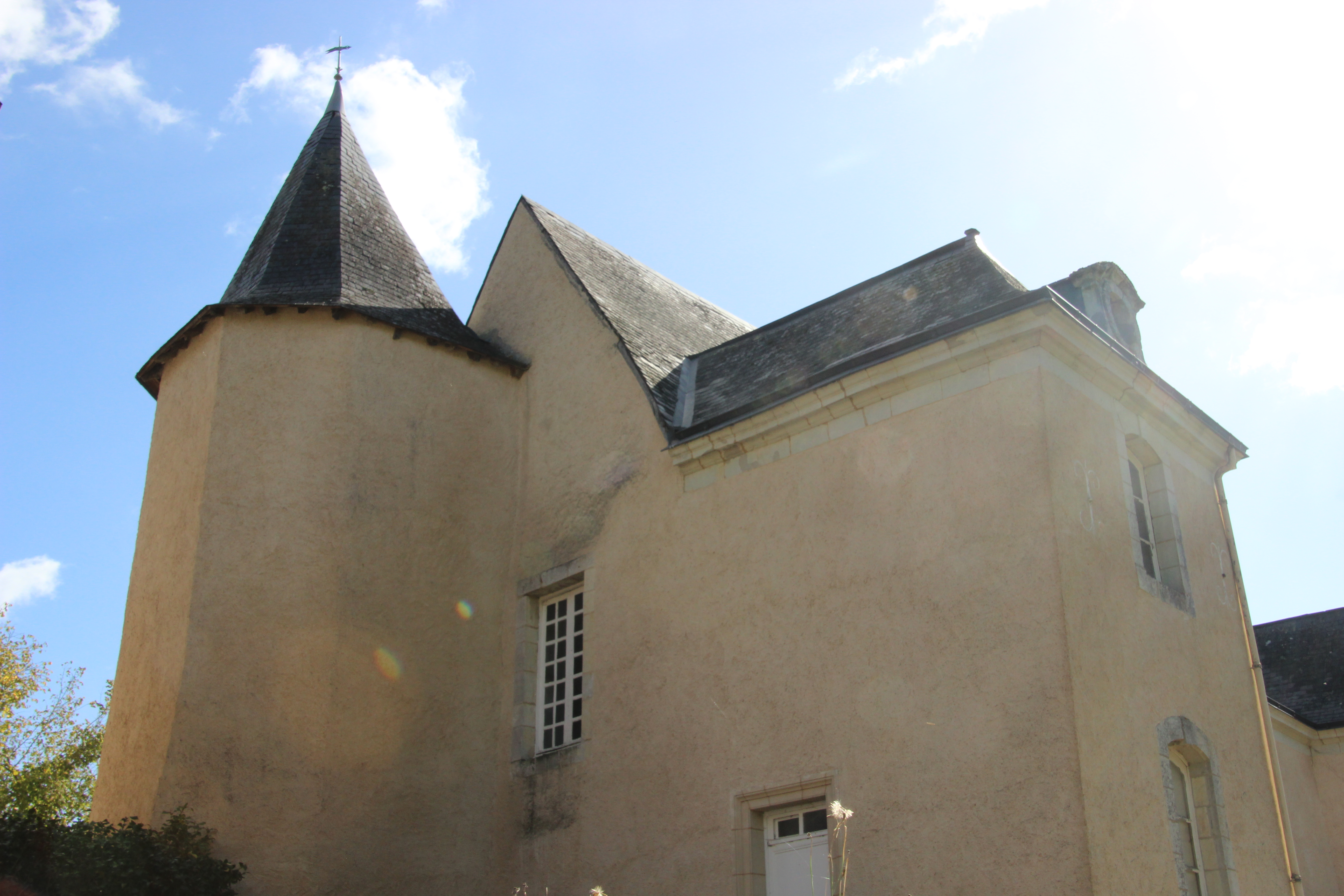
Herrenhaus Pincé